# My Tennessee Mountain Home
| Recensione | Giudizio |
| ---------- | -------- |
| AllMusic   |          |

My Tennessee Mountain Home è l'undicesimo album in studio della cantante statunitense Dolly Parton, pubblicato il 2 aprile 1973 dall'etichetta RCA Records.

## Tracce
1. The Letter – 2:03
2. I Remember – 3:42
3. Old Black Kettle – 2:32
4. Daddy's Working Boots – 2:52
5. Dr. Robert F. Thomas – 2:36
6. In The Good Old Days (When Times Were Bad) – 3:26
7. My Tennessee Mountain Home – 3:05
8. The Wrong Direction Home – 2:28
9. Back Home – 2:44
10. Better Part Of Life – 3:13
11. Down On Music Row – 2:58